# Tineobius montanus
Tineobius montanus is een vliesvleugelig insect uit de familie Eupelmidae. De wetenschappelijke naam is voor het eerst geldig gepubliceerd in 1938 door Ferrière.